# Alyssum singarense
Alyssum singarense är en korsblommig växtart som beskrevs av Pierre Edmond Boissier och Heinrich Carl Haussknecht. Alyssum singarense ingår i släktet stenörter, och familjen korsblommiga växter. Inga underarter finns listade i Catalogue of Life.